# Erquinghem-le-Sec
Erquinghem-le-Sec (nld. Erkegem) – miejscowość i gmina we Francji, w regionie Hauts-de-France, w departamencie Nord.
Według danych na rok 1990 gminę zamieszkiwało 345 osób, a gęstość zaludnienia wynosiła 197 osób/km² (wśród 1549 gmin regionu Nord-Pas-de-Calais Erquinghem-le-Sec plasuje się na 893. miejscu pod względem liczby ludności, natomiast pod względem powierzchni na miejscu 921.).